# モーガン・スパーロック

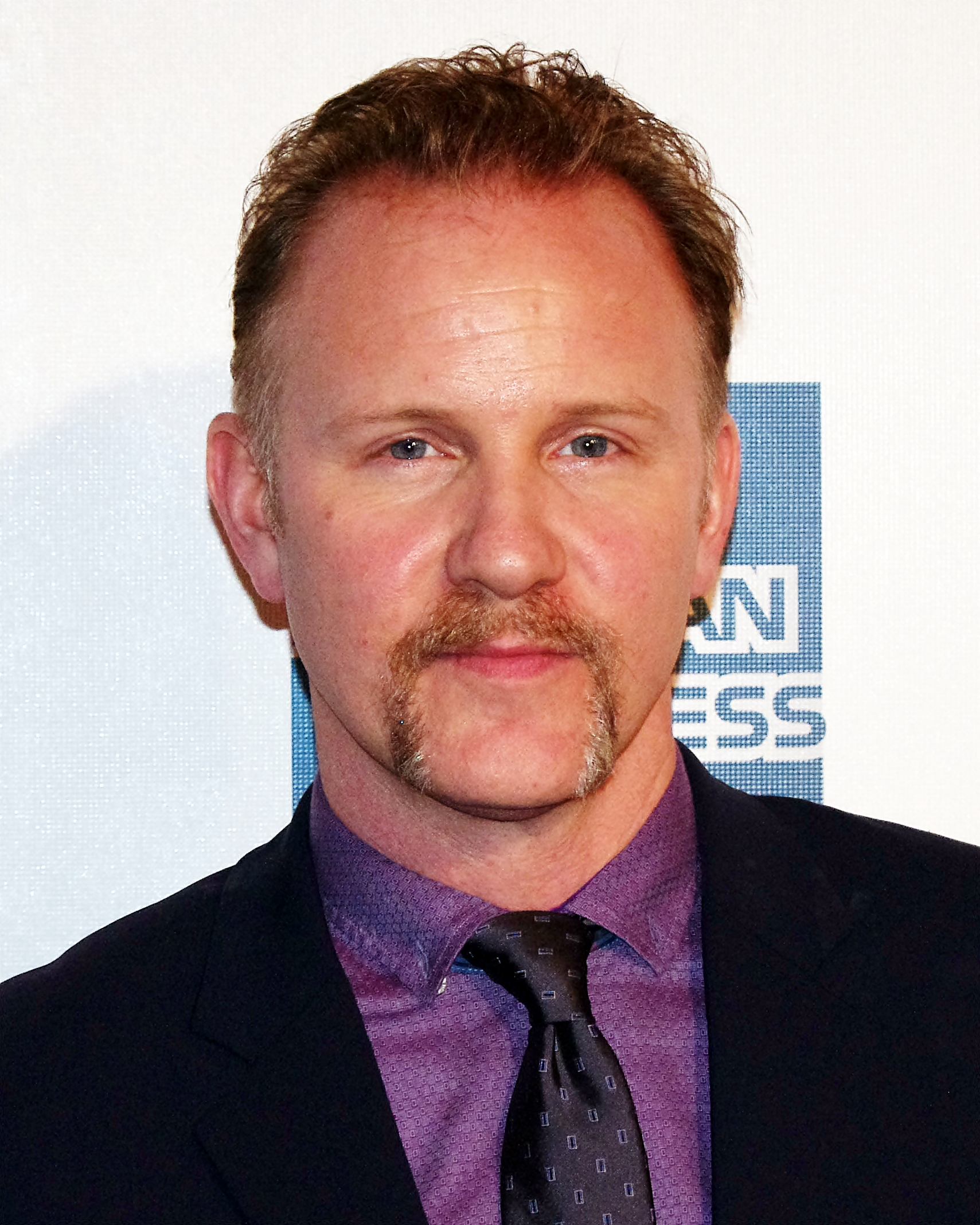
モーガン・スパーロック（2012年）

モーガン・スパーロック（Morgan Spurlock、1970年11月7日 - 2024年5月23日）は、アメリカ合衆国の映画監督、脚本家、プロデューサー。ウェストバージニア州パーカーズバーグ出身。民主党支持者。

## 人物
代表作はアカデミー賞の長編ドキュメンタリー部門にもノミネートされ、ドキュメンタリー映画として大ヒットを記録した『スーパーサイズ・ミー』。
他に、プロダクト・プレイスメント、広告、マーケティングについてのドキュメンタリー映画で、その映画自体の制作費を得るために、タイアップ企業を探す過程を描いた『POM Wonderful Presents:The Greatest Movie Ever Sold』がある。（同じテーマでTED講演を行っている）
2024年5月23日、ニューヨーク州のアップステートで癌の合併症により死去した。53歳没。

## 不祥事
2017年12月、セクシャルハラスメントの訴えに対する和解のなかで、過去の妻やガールフレンド以外との女性との不適切な関係であったことを認めるブログを投稿した。ブログ投稿を公開した後、スパーロック自身が2004年に設立した会社、Warrior Poetsの代表を辞任している。
2022年10月、ワシントンポストにスパーロックは「キャリアの死に苦しんだ」と語った。

## 監督作品
- スーパーサイズ・ミー（2004年）
- モーガン・スパーロックの30デイズ（TVシリーズ）（2005年 - 2008年）
- ビン・ラディンを探せ! スパーロックがテロ最前線に突撃!（2008年）
- ヤバい経済学（2010年）
- The Greatest Movie Ever Sold（2011年）
- Comic-Con Episode IV: A Fan's Hope（2011年）
- Mansome（2012年）
- ワン・ダイレクション THIS IS US（2013年）
- You Don't Know Jack（2013年）
- We the Economy: 20 Short Films You Can't Afford to Miss（2014年）
- Crafted（2015年）
- Rats（2016年）
- スーパーサイズ・ミー2 ホーリーチキン!（英語版）（2017年）

## 出演作品
監督を兼任している場合は監督作品に記した
- イエスのショッピング 買い物やめろ教会の伝道 / WHAT WOULD JESUS BUY?（2007年）
- デスバーガー / DRIVE THRU（2007年）